# 韦尔尼 (芒什省)
韦尔尼（法語：Vernix，法語發音：[vɛʁni]）是法国芒什省的一个市镇，属于阿夫朗什区。

## 地理
韦尔尼（48°42'56"N, 1°13'29"W）面积5.84 平方千米，位于法国诺曼底大区芒什省，该省份为法国西北部沿海省份，西、北、东北三面环大西洋，东起顺时针与卡爾瓦多斯省、奧恩省、马耶讷省和伊勒-维莱讷省接壤。
与韦尔尼接壤的市镇（或旧市镇、城区）包括：布雷塞、小塞朗、圣乔治德利瓦、塞河畔蒂尔皮耶。

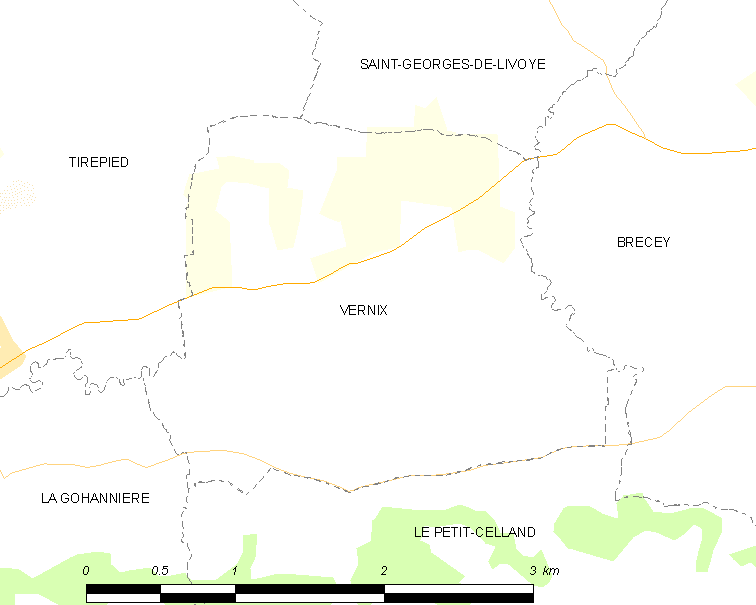
的OSM定位图

韦尔尼的时区为UTC+01:00、UTC+02:00（夏令时）。

## 行政
韦尔尼的邮政编码为50370，INSEE市镇编码为50628。

## 政治
韦尔尼所属的省级选区为伊西尼-勒比阿县。

## 人口

1962-2008年间人口变化图示

韦尔尼于2022年1月1日时的人口数量为155人。